# Nemat Shafik
Nemat Shafik, también conocida como Minouche Shafik (Alejandría, Egipto 13 de agosto de 1962-) es una baronesa egipcia con nacionalidades británica y estadounidense. Fue directora de la célebre universidad inglesa The London School of Economics and Political Sciences entre los años 2017 a 2023. Desde el 1 de julio de 2023 ejerce la dirección de la Columbia University. Además, fue vicegobernadora del Banco de Inglaterra encargada de los mercados y los servicios bancarios, y miembro del Comité de la Política Monetaria del Banco de Inglaterra.  
Fue subdirectora gerente del Fondo Monetario Internacional, cargo que ocupó de 2011 a 2014, tras haber sido secretaria permanente del Departamento de Desarrollo Internacional del Reino Unido (DFID) desde marzo de 2008.   
Economista de formación, ha ocupado diversos cargos de responsabilidad en organizaciones internacionales y locales, y ha impartido clases y publicado ampliamente sobre la globalización, los mercados emergentes, la inversión privada, el desarrollo internacional de Oriente Medio y África además del medio ambiente.

## Biografía
Nacida el 13 de agosto 1962 en Alejandría (Egipto), Nemat Shafik ingresó en la escuela americana en Alejandría, también conocida como "Shutz", y esta fue la experiencia más cómoda para ella.  
Su familia dejó Egipto en los años 60 y se trasladó a Estados Unidos, donde vivió con ellos de niña, y luego ella regresó a Egipto para graduarse en el instituto. Tras un año en la Universidad Americana en El Cairo, fue a la Universidad de Massachusetts - Amherst, donde se licenció en Economía y Política. Después de dos años trabajando en temas de desarrollo en Egipto para la Agencia de los Estados Unidos para el Desarrollo Internacional (USAID) en la oficina de Cairo, obtuvo un máster en economía en la London School of Economics y luego un doctorado en economía en el St. Anthony's College de la Universidad de Oxford.  

## Vida laboral
Nemat Shafik se incorporó al Banco Mundial después de Oxford y ocupó diversos puestos, empezando por el departamento de investigación, donde trabajó en la elaboración de modelos y previsiones económicas mundiales, y más tarde en cuestiones medioambientales. Posteriormente realizó trabajos macroeconómicos en Europa del Este durante el periodo de transición y en Oriente Medio, donde publicó varios libros y artículos sobre el futuro económico de la región,[cita requerida] la economía de la paz, los mercados laborales, la integración regional y las cuestiones de género. 
Shafik se convirtió en la vicepresidenta más joven del Banco Mundial a la edad de 36 años. Dirigió la revitalización de los trabajos del banco en el sector privado y las infraestructuras, lo que permitió mejorar el rendimiento de la cartera de proyectos de 50.000 millones de dólares, y acumuló una cartera creciente de 1.000 millones de dólares anuales en inversiones. También formó parte del equipo ejecutivo de la Corporación Financiera Internacional, donde fue responsable de la integración de los mejores consejos estratégicos e inversiones de capital privado en los sectores de las telecomunicaciones, el petróleo, el gas y la minería, y las pequeñas y medianas empresas. 
A continuación, fue llamada por el Gobierno del Reino Unido para trabajar en el Departamento de Desarrollo Internacional (DFID), en calidad de Directora General de Programas Nacionales, donde fue responsable de todas las oficinas y la financiación del DFID en el extranjero, incluidas las de África, Oriente Medio, Asia, América Latina y Europa del Este. A partir de 2008, se convirtió en Secretaria Permanente del DFID, donde dirige el programa de ayuda bilateral en más de 100 países, las políticas de financiación multilateral y las relaciones con las organizaciones internacionales, siendo al mismo tiempo responsable de 2.400 empleados y un presupuesto de 38.000 millones de libras británicas (unos 60.000 millones de dólares).  Actúa en estrecha relación con los ministros y comparece regularmente ante el Parlamento británico. Durante su mandato, el DFID es descrito por la Organización para la Cooperación y el Desarrollo Económico (OCDE) como "un líder en el desarrollo, a nivel internacional".

## Actividad caritativa
Shafik ha presidido varios grupos consultivos internacionales, como el Grupo Consultivo de Ayuda a los Pobres, el Programa de Asistencia a la Gestión del Sector Energético, el Programa Mundial de Agua y Saneamiento, la Alianza de Ciudades, InfoDev, el Servicio de Asesoramiento sobre Infraestructuras Públicas y Privadas, y el Foro Mundial de Gobernanza Empresarial. Fue fundamental en el lanzamiento del Consorcio de Infraestructuras de África, y ha formado parte de varios consejos, entre ellos el Grupo Consultivo de Oriente Medio del Fondo Monetario Internacional, y el Foro de Investigación Económica para el Mundo Árabe, Irán y Turquía. También participa activamente en el consejo de administración y como mentora de la Minority Ethnic Talent Association, que ayuda a los grupos subrepresentados a ascender a puestos de liderazgo en la administración pública.   

### Distinciones
Shafik fue nombrada "Mujer del Año GG2" en 2009, en la undécima edición anual de los premios GG2 Leadership and Diversity Awards, administrados por el grupo Asia Media and Marketing. 

### Vida personal
Nemat tiene dos hijos gemelos con su segundo marido, Raffael Jovine, y tres hijastros. Habla inglés, árabe y francés.
- Datos: Q6869403
- Multimedia: Nemat Shafik / Q6869403